# Quận Habersham, Georgia
Quận Habersham là một quận trong tiểu bang Georgia, Hoa Kỳ. Quận lỵ đóng ở thành phố Clarkesville 6. Theo điều tra dân số năm 2000 của Cục điều tra dân số Hoa Kỳ, quận có dân số 35.902 người 2. Năm 2007, ước tính dân số quận này là 42.272 người.
Quận được đặt tên theo Joseph Habersham

## Địa lý

### Các quận giáp ranh
- Quận Rabun, Georgia - bắc
- Quận Oconee, South Carolina - đông
- Quận Stephens, Georgia - đông
- Quận Banks, Georgia - nam
- Quận Hall, Georgia – tây nam
- Quận White, Georgia - tây
- Quận Towns, Georgia – tây bắc

### Các xa lộ
- U.S. Route 23
- U.S. Route 123
- U.S. Route 441
- State Route 15
- State Route 17
- State Route 105
- State Route 115
- State Route 197
- State Route 255
- State Route 365